# Anomala carcina
Anomala carcina är en skalbaggsart som beskrevs av Ohaus 1916. Anomala carcina ingår i släktet Anomala och familjen Rutelidae. Inga underarter finns listade i Catalogue of Life.